# Голтвілл (Алабама)
Голтвілл (англ. Holtville) — переписна місцевість (CDP) в США, в окрузі Елмор штату Алабама. Населення — 4940 осіб (2020).

## Географія
Голтвілл розташований за координатами 32°37′49″ пн. ш. 86°19′41″ зх. д. / 32.63028° пн. ш. 86.32806° зх. д. (32.630299, -86.328004).  За даними Бюро перепису населення США в 2010 році переписна місцевість мала площу 65,35 км², з яких 55,89 км² — суходіл та 9,46 км² — водойми.

## Демографія
Згідно з переписом 2010 року, у переписній місцевості мешкало 4096 осіб у 1569 домогосподарствах у складі 1168 родин. Густота населення становила 63 особи/км².  Було 1853 помешкання (28/км²).
Расовий склад населення:
| - 90,4 % — білих - 7,4 % — чорних або афроамериканців - 0,5 % — корінних американців - 0,2 % — азіатів |

До двох чи більше рас належало 1,0 %. Частка іспаномовних становила 1,3 % від усіх жителів.
За віковим діапазоном населення розподілялося таким чином: 25,3 % — особи молодші 18 років, 62,5 % — особи у віці 18—64 років, 12,2 % — особи у віці 65 років та старші. Медіана віку мешканця становила 39,1 року. На 100 осіб жіночої статі у переписній місцевості припадало 94,0 чоловіків;  на 100 жінок у віці від 18 років та старших — 95,8 чоловіків також старших 18 років.
Середній дохід на одне домашнє господарство  становив 61 595 доларів США (медіана — 52 713), а середній дохід на одну сім'ю — 67 627 доларів (медіана — 63 466). Медіана доходів становила 45 179 доларів для чоловіків та 41 089 доларів для жінок. За межею бідності перебувало 11,1 % осіб, у тому числі 15,5 % дітей у віці до 18 років та 12,5 % осіб у віці 65 років та старших.
Цивільне працевлаштоване населення становило 1886 осіб. Основні галузі зайнятості: освіта, охорона здоров'я та соціальна допомога — 17,2 %, будівництво — 14,1 %, виробництво — 13,0 %, роздрібна торгівля — 12,1 %.